# اولگا کریستینا هانسن
اولگا کریستینا هانسن (انگلیسی: Olga Kristina Hansen؛ زادهٔ ۲۸ فوریهٔ ۱۹۹۰) بازیکن فوتبال اهل جزایر فارو است.
وی همچنین در تیم‌های ملی فوتبال زنان جزایر فارو بازی کرده‌است.